# Мочярний потік
Мочярний потік (словац. Močiarny potok) — річка в Словаччині, ліва притока Хлмця, протікає в окрузі Требишів.
Довжина приблизно 13,5-14,0 км. Витік знаходиться в масиві Підсланські пагорби на висоті близько 245—250 метрів. Протікає територією сіл Мале Озоровце; Плехотиці і Нижній Жіпов..
Впадає у Хлмець на висоті 120—122 метри.